# Walter Ewing Crum
Walter Ewing Crum (22 juillet 1865-18 mai 1944) est un coptologue écossais, spécialiste de la langue et de la littérature copte. En 1939, il termine A Coptic Dictionary, un dictionnaire de traductions du copte vers l'anglais.

## Jeunesse et éducation
Fils aîné d'Alexander Crum de Thornliebank, Glasgow et de Margaret Stewart, Crum est né à Capelrig, Renfrewshire. Il fréquente Brighton et Eton et est diplômé en 1888 du Balliol College d'Oxford. Il poursuit ses études d'égyptologie à Paris avec Gaston Maspero et à Berlin avec Adolf Erman, qui reste un ami pour la vie,,.
Il est le petit-fils du chimiste Walter Crum et de l'évêque de l'Église épiscopale écossaise Alexander Ewing.

## Carrière
Les premières publications de Crum en copte datent de 1892 et sa première monographie est publiée en 1893. De 1893 à 1910, il assiste Flinders Petrie dans l'enseignement de l'égyptien ancien et du copte à l'University College de Londres.
Crum passe une grande partie de sa carrière à cataloguer divers documents coptes, notamment les fonds manuscrits de la bibliothèque John Rylands et du British Museum.
De 1910 à 1914, Crum et sa compagne Margaret Hart-Davis résident en Autriche, où il édite des textes du monastère Saint-Épiphane et commence à travailler sur son dictionnaire copte. Avec le déclenchement de la Première Guerre mondiale, il retourne en Angleterre, où Thompson le rejoint pour travailler sur le dictionnaire, qui est publié en six parties entre 1929 et 1939.
Alors que le dictionnaire constitue le couronnement de sa carrière, Crum est l'auteur de nombreuses autres publications. Le Journal of Egyptian Archaeology publie des bibliographies totalisant 142 monographies et articles,.
Il reçoit un doctorat honorifique de l'Université de Berlin et un D.Litt honoraire. de l'Université d'Oxford. Il est membre de la British Academy et est élu membre étranger de la Société américaine de philosophie peu avant sa mort. Un Festschrift, Études coptes en l'honneur de Walter Ewing Crum, est publié en 1950 sous la forme d'un numéro spécial du Bulletin de l'Institut byzantin d'Amérique.

## Vie privée
Crum épouse Ella Sieveking, fille d'Edward Henry Sieveking, en 1896. Pendant son séjour à l'University College, il entame une relation avec Margaret ("Madge") Hart-Davis. La révélation de leur liaison en 1910 conduit à son départ du collège. Ella Crum refuse le divorce pour des raisons religieuses. Hart-Davis et Walter Crum restent ensemble jusqu'à sa mort, mais ne se sont jamais mariés. Crum n'a pas d'enfants.
Crum devient un ami proche de Henry Francis Herbert Thompson alors que ce dernier est étudiant au University College, et pendant le déclin de Thompson, Crum est son plus proche ami.
Pendant la Première Guerre mondiale, Crum fait don de la moitié de ses revenus à des œuvres caritatives et se porte volontaire pour le War Office.

## Travaux
- Catalogue des manuscrits coptes du British Museum . Musée britannique (1905)
- Un dictionnaire copte . 6 vol. Université d'Oxford/Clarendon Press, – . Repr. avec introduction de James M. Robinson. Ressources en langues anciennes. Eugene, Oregon : Wipf et Stock, 2005.